# 玛丽安·巴赫迈尔
玛丽安·巴赫迈尔（德語：Marianne Bachmeier；1950年6月3日—1996年9月17日），德国妇女，于1981年在吕贝克地方法院的审判庭内开枪射杀了强奸并杀害自己女儿的嫌疑犯。
玛丽安在一个严苛的宗教家庭里度过了并不愉快的童年和青春期，而她的父亲曾是一名武装党卫队成员。她随后被逐出了家庭；在生下安娜·巴赫迈尔（Anna Bachmeier）之前，她还曾生下两个孩子，但他们都在婴儿时期被收养。安娜和在吕贝克当地经营酒吧的玛丽安照顾下长大。据他们的朋友说，安娜是一个充满活力并思想开明的女孩；她经常被当成成人对待，但从未真正享受过快乐的家庭生活。
1980年5月5日，7岁的安娜被曾定罪的性侵犯克劳斯·格拉博夫斯基（Klaus Grabowski）绑架、强奸并杀害。他将安娜的尸体装在盒子里并丢弃在运河岸边。他的女友向警方检举了他。格拉博夫斯基在被捕后表示，因为安娜试图以性骚扰报警并勒索他，他因为害怕重回监狱而杀害了安娜。
1981年3月6日，也就是开庭审判克劳斯·格拉博夫斯基的第三天，玛丽安·巴赫迈尔出现在吕贝克地方法院并朝格拉博夫斯基的背部连开8枪，导致格拉博夫斯基当场死亡。案件很快引发了广泛的媒体报道和公众讨论。最后，玛丽安被判过失杀人罪和非法持有枪支罪；她被裁定有期徒刑6年，但在实际执行3年后获释。
玛丽安·巴赫迈尔在出狱后移居国外，但在发现自己罹患胰脏癌后又迁回德国国内。她在46岁时过世，最后葬于吕贝克的城堡门公墓，与自己的女儿陪伴在一起。

## 早年生活
在玛丽安·巴赫迈尔的父母逃离东普鲁士后，玛丽安和她的父母在萨尔施泰特一起生活。她的父亲曾是一名武装党卫队成员，而她所在的家庭则是一个保守的宗教家庭，父母都是虔诚的教徒。玛丽安的父亲是一个刻板印象中的威权人物，而且酗酒；他的大部分时间都在离家不远的酒吧里度过。他们的家庭生活并不愉快，酗酒让玛丽安的父亲越发好斗。
玛丽安的父母后来离婚了，但玛丽安所跟随的母亲在随后又再婚了。此时的玛丽安是一个问题重重的青春期少女，而她的继父则是一个独裁的人。玛丽安的母亲将她逐出了家门，并认为家里的所有纷争都是玛丽安的错。
1966年，年仅16岁的玛丽安生下了她的第一个孩子，但这个孩子在他婴儿期就被收养了。18岁那年，玛丽安与她当时的男友再次怀孕。但在这个孩子出生前不久，玛丽安被人强奸。而这个孩子也在出生后不久被收养。
1972年，玛丽安开始与酒吧经理克里斯蒂安·贝托尔德（Christian Berthold）约会，他俩都在一家酒吧上班。她在22岁的时候第三次怀孕，而这个孩子在1972年11月14日出生；玛丽安给这个女儿起名为安娜（Anna）。由于克里斯蒂安不打算与玛丽安建立忠诚的伴侣关系，玛丽安决定独自抚养这个孩子。她带着安娜一起上班，因为玛丽安不觉得工作结束后有必要回到家里。玛丽安对待安娜就仿佛她是一个小大人一般，从小就要求她自己处理很多事情。人们回忆说，这个小孩子经常在她妈妈的聚会上睡着。据玛丽安的一个朋友说，安娜是一个充满活力的少年人，但是她从未真正享受过家庭的快乐。

## 案件经过

### 案发背景
1980年5月5日，当时7岁的安娜·巴赫迈尔因为和母亲玛丽安·巴赫迈尔发生争执而决定逃学。随后，安娜被35岁的屠夫克劳斯·格拉博夫斯基诱拐；安娜此前曾去克劳斯的家里玩猫。克劳斯在他家中控制了安娜数个小时并对她进行了侵犯，最后用他未婚妻的紧身裤将安娜勒死。据负责此案的检察官说，克劳斯将安娜捆绑起来之后装进一个纸箱，并将这个纸箱丢弃在运河边。而他的未婚妻向警方检举了他。
克劳斯·格拉博夫斯基曾是一名被定罪的性犯罪者，他因性虐待两名女孩而被判刑。1976年，他自愿接受化学阉割；但随后发现他试图通过激素治疗来逆转化学阉割的后果。克劳斯在被捕后表示，安娜打算向她的母亲检举克劳斯对她有不当行为，并以此勒索克劳斯钱财；克劳斯称自己因为害怕重回监狱而杀死了安娜。

### 枪击现场
1981年3月6日，即法庭审理安娜案的第三天上午10点左右，玛丽安携带一把贝雷塔70手枪走进157号审判庭；她从背后枪杀了对本案供认不讳的嫌疑人克劳斯。玛丽安将枪对准了克劳斯的背部并连开8枪，其中有6枪直接命中克劳斯，这让他几乎当场毙命。玛丽安随后放下手枪且没有任何逃跑意图，她最后在没有反抗的情况下被逮捕。

### 公众舆论
玛丽安槍杀克劳斯一案几乎是西德时代最为著名的义警私刑案件。它引起了广泛的媒体报道，来自世界各地的记者云集于吕贝克。玛丽安将她的人生故事以大约10萬德国马克的价格出售给了新闻杂志《亮点》，这让她有了支付律师费用的钱。
在玛丽安被拘留期间，许多人向她寄来了支持函、鲜花和礼物，以此来表示他们对她行为的理解。但是，随着《亮点》开始发表她的人生故事，特别是提及她曾另有两个孩子和她父亲与武装党卫队的关系后，公众舆论发生了转变，因为玛丽安似乎不再符合所谓“无辜母亲”的形象。
许多人指责政府部门居然允许一名已经猥亵过两名女孩的性侵犯通过激素治疗来恢复性欲。其他人指责玛丽安对安娜过于忽视，并怀疑她悲伤的真实性。可尽管如此，还是有许多人公开表达了对玛丽安报复行为的同情。

### 判决结果
1982年11月2日，玛丽安·巴赫迈尔最初上庭时是被控谋杀。但随后检方撤销了谋杀指控。经过28天的谈判，委员会接受了该意见。在诉讼开始四个月后，玛丽安于1983年3月2日被吕贝克地方法院巡回法庭判处过失杀人和非法持有枪支。法庭的裁决在很大程度上听取了辩方的辩护意见，即玛丽安的行为并非蓄谋的。玛丽安最后被判处六年有期徒刑，但她在服刑三年后获释。

### 出狱之后
玛丽安在1985年同一名教师结婚并在1988年搬至加纳的阿克拉。他们住在一处德国营地内，而玛丽安的丈夫则在本地一所德国学校任教。他们于1990年离婚后，玛丽安搬家到了意大利的西西里岛。她当时在巴勒莫一家临终关怀医院担任安乐死助理。但她在这里检查出胰脏癌之后就决定搬回德国。

### 后续报道
1994年，在玛丽安·巴赫迈尔的义警行为发生13年后，她接受了德国广播电台第7频道的采访。同年，她的自传交由德国出版商施耐克鲁特-维拉格发行。1995年9月21日，她出现在德国电视一台的电视脱口秀节目《苍蝇（Fliege）》中。在节目里，玛丽安承认自己是经过深思熟虑才枪杀了杀害自己女儿的凶手。她表示这一方面是对他的惩罚，另一方面则是为了阻止他进一步散播有关自己女儿的谣言。在2006年由德广联制作的纪录片里，一位玛丽安的旧友表示，在安娜被杀后，玛丽安就在她酒吧的地下室练习射击。玛丽安·巴赫迈尔从来没有在任何公开场合表达过她对报复行为的后悔。

## 身后经历

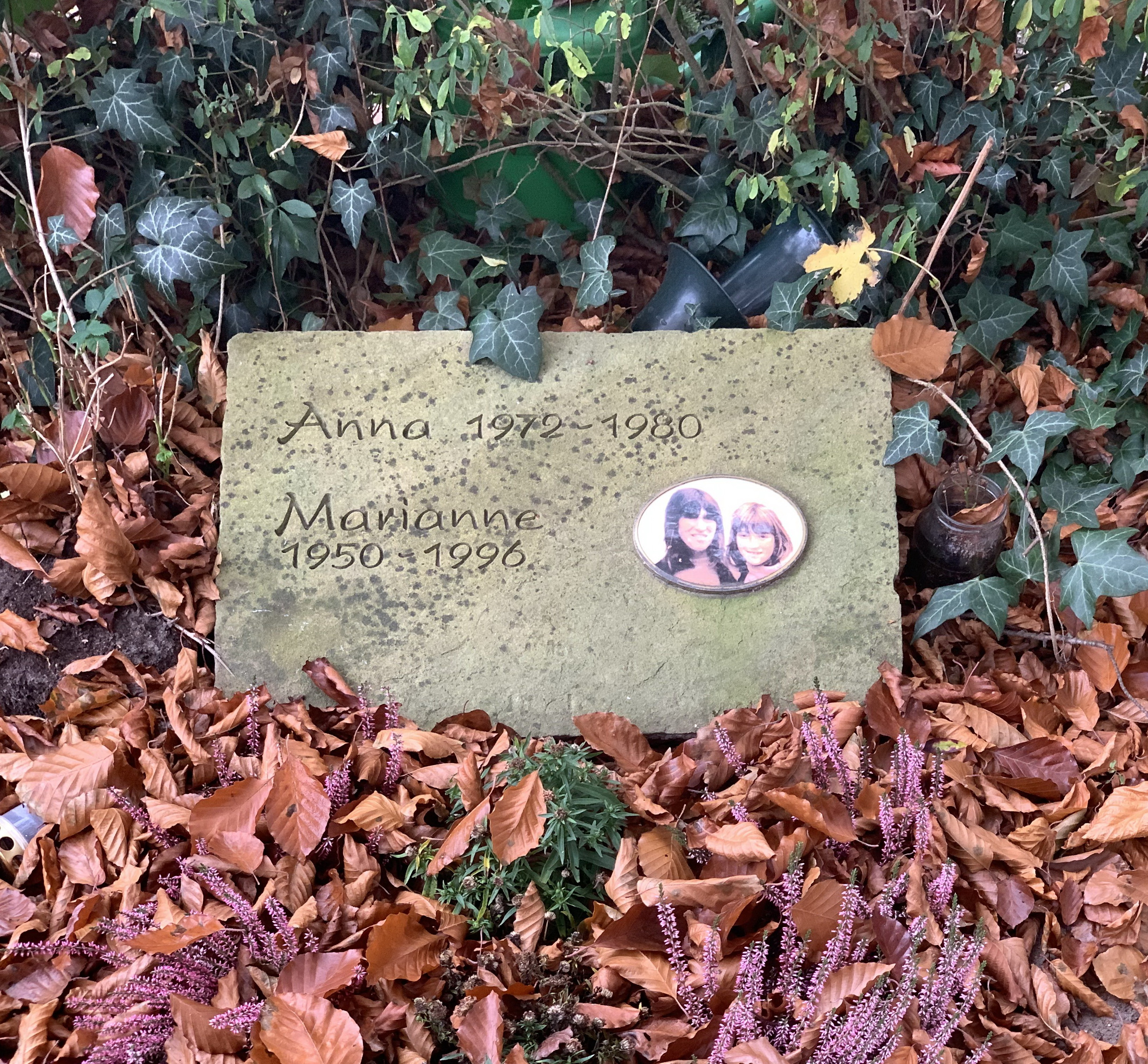
安娜·巴赫迈尔与其母亲玛丽安·巴赫迈尔位于德国吕贝克城堡门公墓的墓碑（摄于2008年）

临死前，玛丽安·巴赫迈尔邀请北德广播公司的记者卢卡斯·玛利亚·柏默尔（Lukas Maria Böhmer）陪伴她并拍摄她临死前的一些影像内容。一些人认为，玛丽安公开自己“缓慢”死亡的经历与她自犯罪以来需求公众关注和同情的做法是一致的，即使大家对她的热情已经消减许多。
1996年9月17日，玛丽安因胰脏癌在吕贝克的一家医院去世，享年46岁。她被安葬在吕贝克城堡门公墓她女儿安娜的墓旁。

## 流行文化
玛丽安·巴赫迈尔的义警举动被改编成了诸多流行文化作品。

### 戏剧
1980年初期，由艾达·若尔当、苏珊娜·奥德黛·胡里（Suzanne Odette Khuri）、安-玛丽·麦克唐纳、帕特丽夏·尼古拉斯（Patricia Nichols）、巴努塔·鲁贝斯、托莉·史密斯（Tori Smith）、巴布·泰勒（Barb Taylor）和莫林·怀特等人组成的“安娜合作社（Anna Collective）”开始制作一部有关玛丽安及其死刑行为的戏剧作品。该剧的精简版于1983年首演；而其完整版《赠安娜》则于1984年首演。

### 电影
| 电影名                           | 导演                 | 制作国 / 地区 | 主要语言 | 发行年份 |
| -------------------------------- | -------------------- | ------------- | -------- | -------- |
| 安娜的母亲 德語：                | 伯哈德·德里斯特      | 西德          | 德语     | 1984年   |
| 巴赫迈尔案：没有时间流泪 德語：  | 哈克·波姆            | 西德          | 德语     | 1984年   |
| 玛丽安·巴赫迈尔的慢性死亡 德語： | 卢卡斯·玛利亚·柏默尔 | 德国          | 德语     | 1996年   |

### 纪录片
| 片名                                       | 首播年代 | 首播平台         | 备注                                      |
| ------------------------------------------ | -------- | ---------------- | ----------------------------------------- |
| 一个母亲的私刑：玛丽安·巴赫迈尔案 德語：   | 1993年   | 德国广播电台     |                                           |
| 玛丽安·巴赫迈尔的复仇 德語：               | 2006年   | 德国公共广播联盟 | 电视节目《重大刑事案件（Die großen Kriminalfälle）》第5季第28集。 |
| 当女人杀人时：玛丽安·巴赫迈尔 德語：       | 2017年   | 德国电视二台     | 属于电视节目《震惊的犯罪（Spectacular criminal）》的案例。    |
| 法庭上的致命枪击：玛丽安·巴赫迈尔案 德語： | 2021年   |                  |                                           |

### 书籍
- Marianne Bachmeier. . Schneekluth. 1994. ISBN 9783795113575. OCLC 33069444.

### 脚注
1. ↑  另一说法是连开8枪并命中7枪[1]
2. ↑  另一说法是他们搬去了尼日利亚[5]

### 出典
1. 1 2 3 4 5  Nicole E. Haas; Jan W. de Keijser; Gerben J. N. Bruinsma. . Journal of Experimental Criminology. 2012, 8: 387–413. ISSN 1572-8315. doi:10.1007/s11292-012-9144-1 （英语）.
2. 1 2  . SPIEGEL Gruppe. 1984-01-01  [2023-02-10]. （原始内容存档于2023-01-28） （德语）.
3. 1 2 3 4 5  Chege Karomo. . OkayBliss. 2023-01-19  [2023-02-10]. （原始内容存档于2023-01-21） （英语）.
4. ↑  Burkhard Driest (Director). . West Germany. 1984  [2023-02-10]. （原始内容存档于2022-10-06） （德语）.
5. 1 2 3 4 5 6 7 8 9 10 11 12  Irene Altenmüller. . Norddeutscher Rundfunk. 2023-01-20  [2023-02-10]. （原始内容存档于2023-02-01） （德语）.
6. ↑  . Evidence Locker.   [2023-02-10]. （原始内容存档于2023-02-01）.
7. 1 2 3 4 5 6  Monika Köpcke. . Deutschlandradio. 2006-06-03  [2023-02-10]. （原始内容存档于2022-12-13） （德语）.
8. 1 2 3 4  . SPIEGEL Gruppe. 1983-02-03  [2023-02-12]. （原始内容存档于2023-01-28）.
9. 1 2 3  Poppy Bilderbeck. . UNILAD（英语：UNILAD）. 2022-12-31  [2023-02-12]. （原始内容存档于2023-01-21）.
10. ↑  . SPIEGEL Gruppe. 1982-03-01  [2023-02-12]. （原始内容存档于2023-01-28）.
11. ↑  . SPIEGEL Gruppe. 1982-07-11  [2023-02-12]. （原始内容存档于2022-12-13）.
12. 1 2 3  Natasha Ishak. . All That’s Interesting. 2021-06-22  [2023-02-12]. （原始内容存档于2023-01-21）.
13. ↑  . Museumsverband Schleswig-Holstein und Hamburg.   [2023-02-12]. （原始内容存档于2022-11-17）.
14. 1 2 3  Maternus Hilger. . DuMont Rheinland. 2021-06-03  [2023-02-12]. （原始内容存档于2022-02-03）.
15. ↑  . SPIEGEL Gruppe. 2015-07-22  [2023-02-12]. （原始内容存档于2023-02-05）.
16. 1 2 3  Stephen Evans. . BBC新闻. 2014-02-06  [2023-02-12]. （原始内容存档于2022-12-13）.
17. ↑  Britta Helbing. . Zeitschrift für Rechtspolitik. 2008, 41 (8). ISSN 0514-6496. JSTOR 23429781.
18. 1 2 3 4  Michael Gramberg. . DasErste.   [2023-02-13]. （原始内容存档于2022-12-13）.
19. 1 2  . SPIEGEL Gruppe. 1993-07-06  [2023-02-14]. （原始内容存档于2023-02-01）.
20. 1 2  . imfernsehen GmbH & Co. KG.   [2023-02-14]. （原始内容存档于2023-02-02）.
21. 1 2  Lukas Maria Böhmer. . YouTube. 北德广播公司.   [2023-02-09]. （原始内容存档于2023-02-01）.
22. ↑  Alan Filewod (编). . University of Toronto Press. 1991. ISBN 9781442658226.
23. ↑  Shelley Scott. . Athabasca University Press. 2010: 51, 232–233. ISBN 9781897425558.
24. ↑  Alec Wilson. . Varsity Publications Incorporated. 2015-03-02  [2023-02-11]. （原始内容存档于2023-01-28）.
25. ↑  . imfernsehen GmbH & Co. KG.   [2023-02-16]. （原始内容存档于2023-02-02）.
26. ↑  . YouTube.   [2023-02-16]. （原始内容存档于2023-08-15）.